# Hoho
Hoho is een geslacht van vlokreeften uit de familie van de Maeridae. De wetenschappelijke naam van het geslacht is voor het eerst geldig gepubliceerd door J.K. Lowry en G.D. Fenwick in 1983.
Het geslacht is genoemd naar de Ho Ho, een schip dat assistentie verleende bij de expeditie van de Universiteit van Canterbury (Nieuw-Zeeland) naar de Snareseilanden ten zuiden van  Nieuw-Zeeland in 1961.
Deze soorten komen voor in de tropische en gematigde zeeën rond Australië en Nieuw-Zeeland.

## Soorten[2]
- Hoho carteta (J.L. Barnard, 1972)
- Hoho cornishi Hughes & Lowry, 2006
- Hoho fenwicki Hughes, 2011
- Hoho hirtipalma Lowry & Fenwick, 1983
- Hoho kalbarri Hughes, 2011
- Hoho kangarooensis Hughes, 2011
- Hoho lowryi Hughes, 2011
- Hoho marilla (J.L. Barnard, 1972)
- Hoho tricarinata Hughes, 2011
- Hoho wittecarra Hughes, 2011